# Бауский уезд
Бауский уезд (латыш. Bauskas apriņķis, нем. Kreis Bauske) — административная единица Курляндской губернии (1819—1918), затем Латвийской Республики (1920—1940) и Латвийской ССР (1940/1944-1949). Уездный город — Бауск (Бауска).

## История
Уезд создан в 1819 году в результате территориально административной реформы. Бауский уезд состоял из 1 города и 20 волостей (на начало 1940 года). До 1925 года включал себя в 2302 км2.
В конце XIX — начале XX века на страницах Энциклопедического словаря Брокгауза и Ефрона этой административной единице давалось следующее описание:
«Баусский уезд занимает низменную часть Курляндии от Западной Двины до Немана. Ни одна точка не выше 40 м над уровн. моря. Пространство 1843 кв. вер., число жит. 56804. По окраине уезда протекает Западн. Двина, по середине — Аа, обе судоходны. Почва плодородна, лесов мало, земледелие процветает, в уезде много превосходно устроенных имений. Сеется много пшеницы, льна, кормовых трав; масса населения состоит из латышей лютеранского исповедания, православных мало, несколько более католиков. Почти все крупные частные имения принадлежат дворянам-немцам; фабрик нет; из заводов следует упомянуть о винокуренных и пивоваренных.»

## Население
По переписи 1897 года население уезда составляло 50 547 человек, в том числе в Бауске — 6544 жит.

### Национальный состав
Национальный состав по переписи 1897 года:
- латыши — 44 189 чел. (87,4 %),
- немцы — 3042 чел. (6,0 %),
- евреи — 2170 чел. (4,3 %),
- литовцы — 550 чел. (1,1 %),

## Административное деление
В 1913 году в уезде было 20 волостей:
| - Балдонская (мест. Балдон), - Барбериская (мыз. Барберн), - Бауская (г. Бауск), - Борнемюндская (мыз. Борнемюнде), - Бруккенская (мыз. Бруккен), - Гринвальдская (мыз. Гринвальде), - Дюнгофская (мыз. Дюнгоф), - Мезотенская (мыз. Мезотен), - Мерцендорфская (мыз. Мерцендорф), - Мисгофская (мыз. Мисгоф), | - Нейгутская (мыз. Нейгут), - Раденская (мыз. Раден), - Руентальская (мыз. Руенталь), - Стельпенгофская (мыз. Стельпенгоф), - Томсдорфская (мыз. Томсдорф), - Церраукстская (мыз. Церраукст), - Цоденская (мыз. Цоден), - Швиттенская (мыз. Швиттен), - Шенбергская (мест. Шенберг), - Экауская (мыз. Экау). |